# Florence (Kentucky)
Florence és una població dels Estats Units a l'estat de Kentucky. Segons el cens del 2000 tenia 23.551 habitants.

## Demografia
Segons el cens del 2000, Florence tenia 23.551 habitants, 9.640 habitatges, i 6.073 famílies. La densitat de població era de 921,3 habitants/km².
Dels 9.640 habitatges en un 32,1% hi vivien nens de menys de 18 anys, en un 46,2% hi vivien parelles casades, en un 12,8% dones solteres, i en un 37% no eren unitats familiars. En el 30,2% dels habitatges hi vivien persones soles l'11,1% de les quals corresponia a persones de 65 anys o més que vivien soles. El nombre mitjà de persones vivint en cada habitatge era de 2,41 i el nombre mitjà de persones que vivien en cada família era de 3,03.
Per edats la població es repartia de la següent manera: un 24,9% tenia menys de 18 anys, un 10,7% entre 18 i 24, un 33% entre 25 i 44, un 19,6% de 45 a 60 i un 11,8% 65 anys o més.
L'edat mediana era de 33 anys. Per cada 100 dones de 18 o més anys hi havia 86,7 homes.
La renda mediana per habitatge era de 42.567 $ i la renda mediana per família de 52.160 $. Els homes tenien una renda mediana de 36.677 $ mentre que les dones 26.323 $. La renda per capita de la població era de 20.451 $. Entorn del 8,1% de les famílies i el 9,5% de la població estaven per davall del llindar de pobresa.

## Poblacions més properes
El següent diagrama mostra les poblacions més properes.